# Катанео, Пьетро
Пьетро ди Джакомо Катанео (итал. Pietro di Giacomo Cataneo; ок. 1510, Сиена, Сиенская республика — ок. 1574, там же) — итальянский архитектор эпохи Высокого Возрождения и раннего маньеризма, военный инженер, теоретик, математик.

## Биография

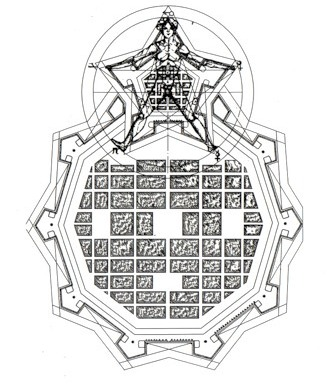
Пример идеального города с цитаделью

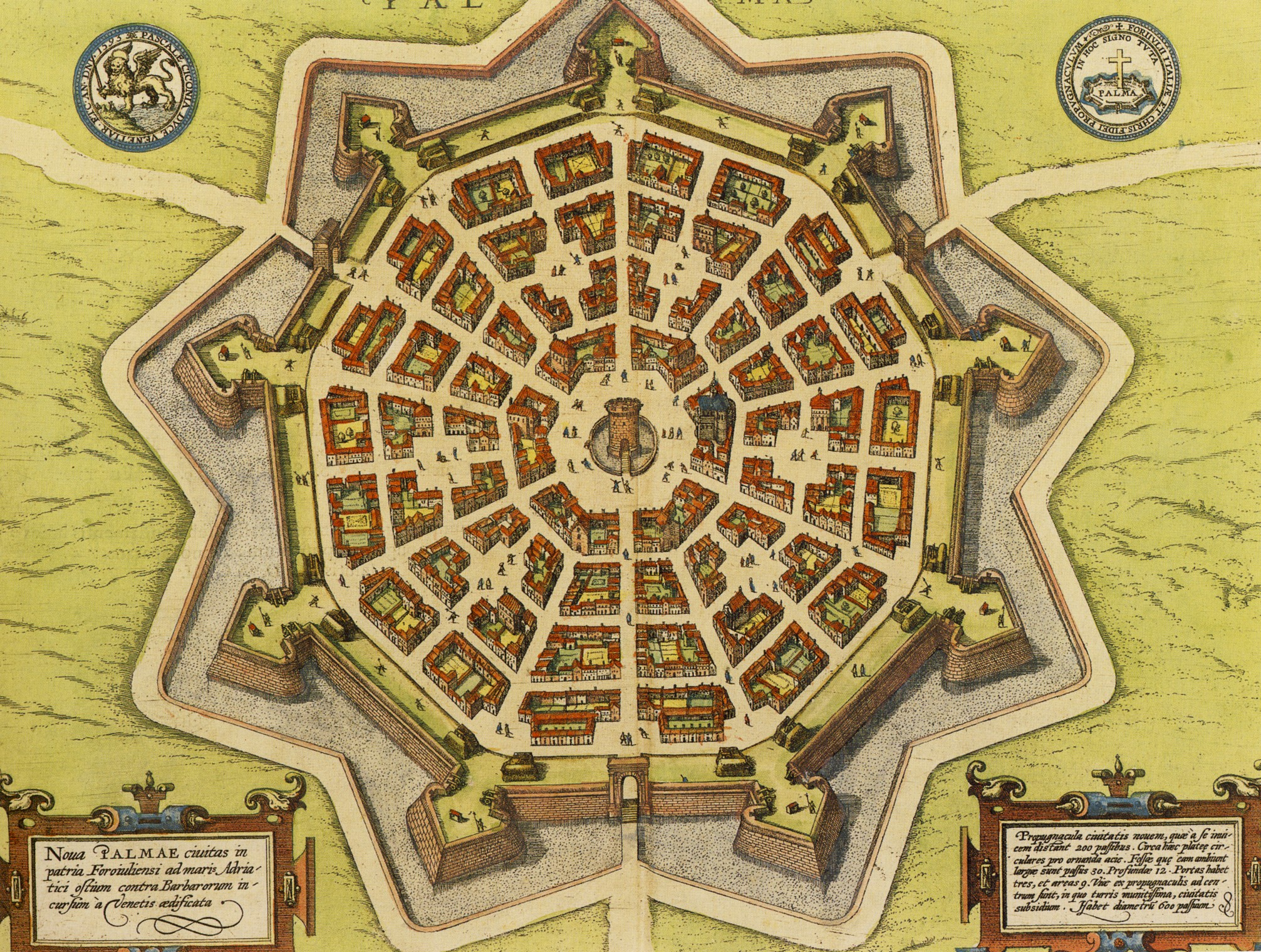
Карта Пальмановы 1600 года. Пример идеального радиоцентрического города

Обучался в традициях Возрождения. Ученик Бальдассаре Перуцци. Был женат на дочери художника Доменико Беккафуми.
О его деятельности известно мало. Примерно в середине века он стал одним из главных представителей архитектурной культуры своего города. Возможно, завершил некоторые сиенские работы Перуцци. Выполнял фортификационные задания властей Сиенской республики.
Наиболее известен своим трактатом по архитектуре (I primi quattro libri d’architettura, Venezia, 1554, figli di Aldo), ставшим одним из самых популярных руководств на протяжении не только XVI века, но и в последующем. Как и Леонардо да Винчи, работал над созданием концепции «идеальных городов». Разработал несколько планов «идеального города» с цитаделью. В своём трактате «Четыре книги об архитектуре», изданном в Венеции в 1554 году, Пьетро Катанео поместил проект города с цитаделью, в которую вписывается человеческая фигура. Антропоморфные пропорции плана цитадели соотносятся не с реальным человеческим телом, а с его фантастическим гигантским вариантом.
Также он занимался математикой (Le pratiche delle due prime matematiche, 1567).